# Imtech
Royal Imtech N.V. war eine bis 2015 international tätige Unternehmensgruppe mit Sitz in Gouda, Niederlande. Imtech wurde im Euronext Stock Exchange in Amsterdam notiert. Der Konzern war unter anderem in den Sparten Gebäude-, Daten- und Sicherheitstechnik, Kraftwerks- und Energietechnik, sowie öffentliche Infrastruktur und Marine tätig. Weiterhin trat der Konzern häufig als Generalunternehmer auf.
Die Unternehmensgruppe hatte Ende des Jahres 2014 weltweit 22.193 Beschäftigte. Sie war in über 60 Ländern mit Büros, Firmen, und Forschungseinrichtungen vertreten. Bei Imtech Deutschland waren etwa 4210 Menschen beschäftigt. Der Konzern war in die geographischen Bereiche Benelux, Deutschland und Osteuropa, UK und Irland, Nordic, Spanien und Türkei gegliedert sowie in die Segmente ICT (Informations- und Kommunikationstechnologie), Verkehr und Marine.
Im September 2011 erhielt das Unternehmen von der Königin der Niederlande das Prädikat „Royal“ zugesprochen, das ab April 2012 Namensbestandteil wurde.
Seit 2013 befand sich das Unternehmen in einer massiven Krise. Anfang August 2015 meldete erst die deutsche Tochter Insolvenz an, kurz darauf, am 11. August 2015, stellte die niederländische Muttergesellschaft einen Antrag auf Gläubigerschutz. Am 13. August 2015 reichte Imtech die Insolvenz ein.
Bereits in den Jahren zuvor wurden dem Unternehmen unseriöse Geschäftsmethoden vorgeworfen. Die Wochenzeitung Die Zeit fasste am 16. Juli 2015 unter der Überschrift „Die unheimliche Firma“ die Vorwürfe gegen Imtech zusammen.

## Geschichte der Unternehmensgruppe

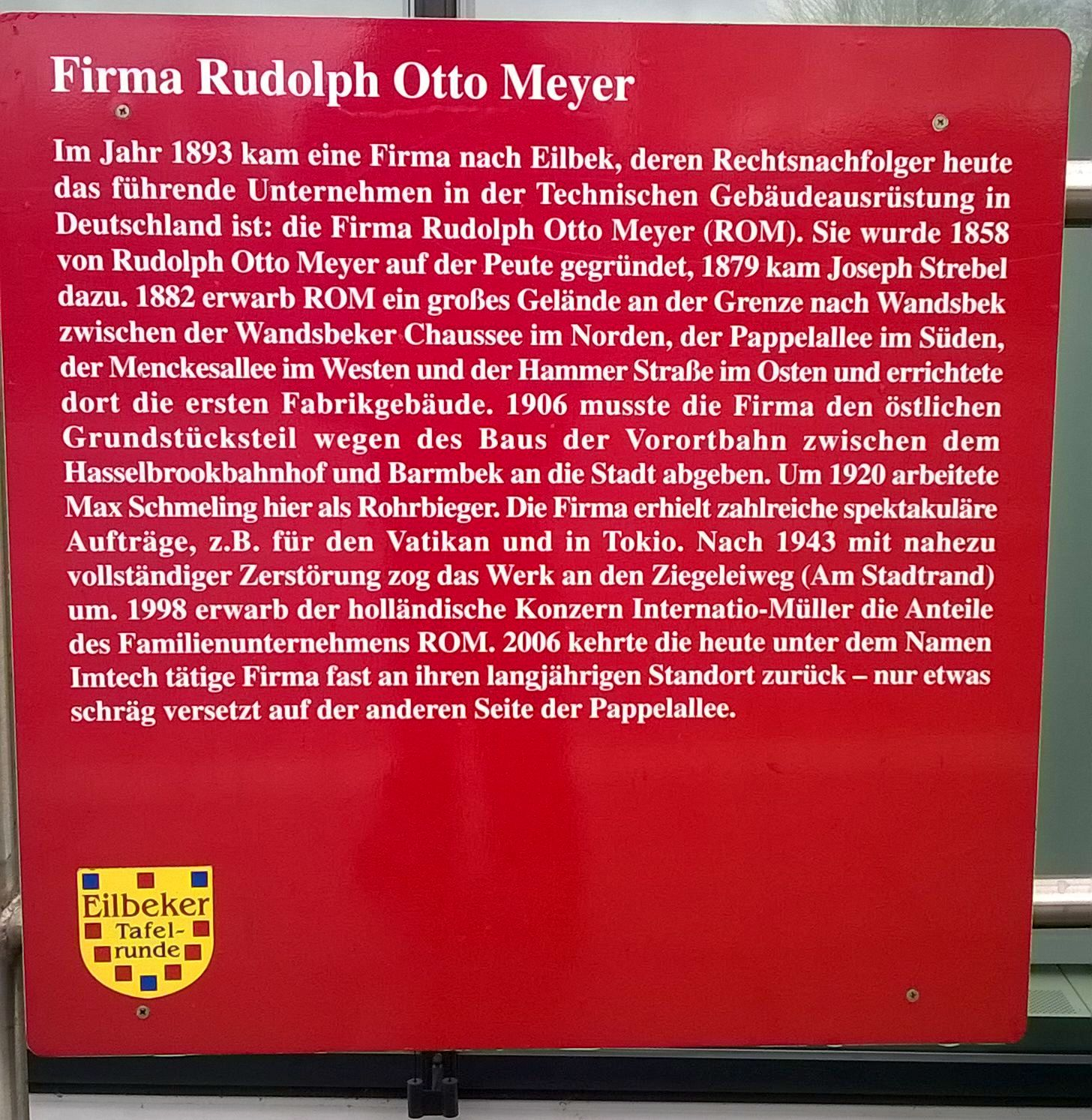
Infotafel zur Geschichte der Firma R. O. Meyer in Hamburg-Eilbek

Im Jahre 1970 schlossen sich Internatio und die Wm. H. Müller & Co. zu Internatio-Müller zusammen. Die Gruppe erwarb 1997 das Installationsunternehmen Rudolph Otto Meyer (R.O.M.). Zukäufe weiterer Unternehmen steigerten Beschäftigtenzahl und Umsätze erheblich. Im Geschäftsjahr 2000 besaß die Gruppe 10.000 Mitarbeiter, die einen Umsatz von mehr als 1,3 Milliarden Euro erwirtschafteten.
Die Rheinelektra-Gruppe wurde 2001 an die Internatio-Müller N.V. verkauft. HDW-Hagenuk Schiffstechnik war seit 2005 eine Tochtergesellschaft der Imtech. Seit 2008 war die Shipbuilding, Machinery & Marine Technology (SMM) ein Teil der Imtech Marine Group.

### 2012
Im Dezember 2012 veröffentlichte der Analyst der ABN Amro Teun Teeuwisse einen kritischen Bericht über die Situation bei Imtech, woraufhin es zu starken Auseinandersetzungen zwischen dem Imtech-Management und dem Analysten kam. Strittig waren hohe in einer Zwischenbilanz ausgewiesene Umsätze und eine große Anzahl an Gläubigern.
Die Nettoschulden des Konzerns betrugen zum 31. Dezember 2012 etwa 800 Millionen Euro bei einem Umsatz von 5,1 Milliarden Euro im Jahr 2011; die Rabobank wurde für die Problemlösung hinzugezogen.

### 2013
Royal Imtech N.V. gab am 4. Februar 2013 bekannt, dass es aufgrund von Verlusten in Polen zu Abschreibungen in der Größenordnung von 100 Millionen Euro gezwungen sei. Imtech warnte ferner davor, Verpflichtungen gegenüber Kreditgebern nicht mehr bedienen zu können. Konkreter Anlass war das Projekt Adventure World Warsaw mit einem skizzierten Volumen von insgesamt etwa 750 Mio Euro. Dabei handelt es sich um den 240 Hektar großen Themenpark mit geplanten Hotels, Restaurants und einem eigenen Kraftwerk. Die Probleme wurden mit Zahlungsschwierigkeiten des Kunden und mit vermuteten Unregelmäßigkeiten begründet. Die Staatsanwaltschaft ermittele.
Der Geschäftsführer Klaus Betz und Axel Glaß, Leiter des Finanzwesens und Mitglied der Geschäftsleitung, verließen das deutsche Unternehmen. Nachfolger wurden Jos Graauwmans und Jan van Middelkoop. Der Jahresabschluss 2012, durchgeführt von KPMG, konnte nicht wie geplant am 5. Februar 2013 vorgestellt werden. Die Hauptversammlung der Aktionäre am 3. April 2013 wurde abgesagt.
Am 10. Februar 2013 teilte Imtech per Pressemitteilung mit: „Es gibt keinerlei Anzeichen für irgendwelche Schwierigkeiten in Deutschland“. Am 27. Februar 2013 gab Imtech bekannt, dass in Polen 150 Millionen Euro und in Deutschland weitere 150 Millionen Euro abgeschrieben werden müssen; zur Verstärkung des Eigenkapitals beabsichtige man eine Bezugsrechtsemission im Wert von 500 Millionen Euro. Am 19. März 2013 wurde der Öffentlichkeit mitgeteilt, dass Imtech nicht mehr am Freizeitpark-Projekt beteiligt sei; Details wollte man nicht mitteilen.
Die Vereniging van Effectenbezitters (VEB) drohte im März 2013, die Wirtschaftsprüfer von KPMG zu verklagen.
Imtech gab am 23. April 2013 bekannt, dass insgesamt 1300 Arbeitsplätze gestrichen werden; betroffen sind überwiegend Mitarbeiter in Deutschland und den Niederlanden. Des Weiteren gab Imtech bekannt, dass anstelle der 150 Mio. Euro nun 220 Mio. Euro in Deutschland abgeschrieben werden müssen.
Im Juni 2013 räumte Imtech ein, dass die internen Kontrollen nicht funktioniert haben. Die (alte) Aktie hatte am 4. Januar 2011 einen Höchststand von 28,23 Euro, sie erreichte am 5. Juli 2013 mittags einen Tiefststand von 0,94 Euro. Aufgrund der Krise hatte der Konzern im Frühjahr 2013 innerhalb weniger Wochen mehr als eine Milliarde Euro an Wert verloren.
Am 4. Juli 2013 kam es zu einer Umstellung im Stammkapital. Es wurden 356.597.988 neue Aktien (Bezugsrechte 1 zu 4) mit einem Preis von 1,40 Euro emittiert. Die beiden ersten Quartalsergebnisse von Imtech im Jahre 2013 blieben laut Mitteilung von Imtech arm.
Vor dem Hintergrund, dass der Konzern jahrelang manipulierte Umsätze ausgewiesen hatte, was zu höheren Boni für die Angehörigen der Unternehmensführung führte, aber auch zu mehr Steuerzahlungen, erklärte Imtech am 18. September 2013, man verlange von der Finanzverwaltung der Stadt Hamburg 21,7 Millionen Euro zurück.

### 2014
Im April 2014 gab das Unternehmen die Verkaufsabsicht ihrer Geschäftsdivision ICT (Informations- und Kommunikationstechnologie) bekannt. Ende August 2014 wurde bekannt gegeben, dass der französische Baudienstleister Vinci für 255 Millionen Euro die Sparte Imtech ICT von der niederländischen Royal Imtech NV komplett übernehme; die Abwicklung solle bis Ende des Jahres 2014 erfolgen.
Am 7. Oktober 2014 fand eine außerordentliche Aktionärsversammlung im Codarts in Rotterdam statt. Die Aktionäre beschlossen, für die Rettung des Unternehmens 600 Millionen Euro durch Neuemissionen auf dem Aktienmarkt aufzunehmen; der Vorstand kündigte an, dass bis zum ersten Quartal 2016 keine weiteren Neuemissionen folgen sollten. Orbis Investment Management Limited, die die Stimmrechte von etwa 6,03 % der Stammaktien hielt, hatte sich „unwiderruflich verpflichtet“, auf der Vollversammlung für die Bezugsrechtsemission zu stimmen und im Rahmen der Bezugsrechtsemission Anteile in einer Höhe zu erwerben, die mit ihrem Gesamtanteil korrespondierte. Am 7. Oktober 2014 wurde auch bekannt, dass Royal Imtech mit der niederländischen Investorenvereinigung VEB einen außergerichtliche Vergleich über einen Entschädigungsfonds erzielt hat.
Die Aktien wurden wegen der Neuemission vorübergehend zu 0,01 Euro gestückelt. Insgesamt wurden 60 Milliarden neue Papiere auf den Markt geworfen. Von 1. bis 31. Oktober 2014 fand die Börsennotierung in Schritten von 0,0001 Euro statt, danach in Schritten von 0,001 Euro. Anschließend erfolgte die Aktienzusammenlegung von 500 Aktien in 1 Aktie. Die ausführenden Banken Commerzbank, Rabobank, ABN Amro und ING Groep NV konnten Ende Oktober nur 52 Prozent der Aktien vermitteln; ihnen gehörte der übrige Teil.

### 2015
Mitte April 2015 betrug die Marktkapitalisierung des Unternehmens 609 Millionen Euro. Auf der Aktionärsversammlung vom 12. Mai 2015 betonte die Geschäftsführung die Zufriedenheit der Kunden und riet dazu, die Ergebnisse der Ermittlungen der Staatsanwaltschaften abzuwarten.
Vier Tage nach dem Insolvenzantrag seiner deutschen Tochtergesellschaft musste am 11. August 2015 auch die niederländische Muttergesellschaft beim District Court Rotterdam um Zahlungsaufschub bitten; zugleich galt ein konzernweiter Zahlungsstopp. Die Imtech-Aktien brachen erneut ein und der Aktienkurs von Imtech, einem Unternehmen mit vier Milliarden Euro Jahresumsatz und 22.000 Mitarbeitern, lag am 11. August 2015 gerade einmal bei 43 Cent. Euronext stellte den Aktienhandel am 12. August 2015 vorübergehend ein.
Am 13. August 2015 beantragte der holländische Mutterkonzern die Insolvenz. Unmittelbar nach der Entscheidung wurde der Verkauf von Imtech Marine (neue Besitzer: Pon Holdings und Parcom Capital) und Imtech Nordic eingeleitet.

## Imtech Deutschland GmbH & Co. KG
Die Imtech Deutschland GmbH & Co. KG war im Anlagenbau im Bereich der technischen Gebäudeausrüstung tätig. Als ehemalige Rudolph Otto Meyer (R.O.M.) gehörte es seit 1997 zur Konzerngruppe und reichte am 6. August 2015 einen Insolvenzantrag ein. Imtech Deutschland verzeichnete in den Jahren vor der Insolvenz eine Vielzahl von Bauskandalen (unter anderem beim Bau des Flughafens Berlin Brandenburg) und Korruptionsfällen, bei denen möglicherweise auch der Mutterkonzern mit Sitz in Gouda beteiligt war. Das Insolvenzverfahren wurde am 1. November 2015 am Amtsgericht Hamburg eröffnet. Imtech Deutschland geht auf eine Tochtergesellschaft der Bremer Gustav Zech Stiftung über. Der Imtech-Geschäftsbereich Automotive Testing Solutions ging am 2. November 2015 an die Weiss-Gruppe über.

## Imtech Austria Anlagentechnik GmbH
Die Imtech Austria Anlagentechnik GmbH etablierte sich 2009 als eigenständiges Unternehmen am österreichischen Markt ist jedoch eine Tochter der Imtech Deutschland. Ihr Sitz ist Linz. Sie ist ein Teil von Imtech Deutschland. Sie reichte nach ihrer Muttergesellschaft am 28. August 2015 ebenfalls einen Insolvenzantrag ein.

## Imtech Spanien
2015 wurde die spanische Imtech-Tochter mit 1700 Mitarbeitern und Geschäften von etwa 150 Millionen Euro Jahresumsatz in Spanien, Chile, Peru und Marokko an Springwater Capital verkauft.